# 灰影人
《灰影人》（英語：The Gray Man）是一部2022年美國動作驚悚片，由安東尼·羅素與喬·羅素執導，克里斯多佛·馬庫斯、史蒂芬·麥費利和喬·羅素編劇。改編自馬克·格雷尼的2009年同名小說，主演包括雷恩·葛斯林、克里斯·伊凡、安娜·德哈瑪斯、潔西卡·漢維克、雷吉-讓·佩吉、華格納·穆拉、茱莉亞·巴特斯、丹努什、艾佛烈·伍達和比利·鮑伯·松頓。劇情講述當中央情報局的神秘探員意外發現了黑暗組織的秘密時，病態的前探員懸賞了他的人頭，引起國際刺客爭先恐後展開搜捕。
《灰影人》2022年7月15日在美國有限上映，2022年7月22日在Netflix全球上線。

## 劇情
2003年，中央情報局（CIA）高官唐納·費茲羅伊在獄中探視被定罪的殺人犯寇特·詹特利，並向對方提供自由以換取在CIA「新銳」（Sierra）計畫中擔任刺客，終身活在灰色地帶。詹特利同意後受訓成為探員「新銳六號」。
十八年後，六號與達妮·米蘭達探員在曼谷執行任務，受命暗殺一名出賣國家機密的目標「餐車」（Dining Car），但六號不想傷及無辜而放棄槍械，改以近戰暗殺對方。餐車死前透露自己是出自同計畫的「新銳四號」，並交出一枚加密的隨身碟，內容包含CIA行動中心主任丹尼·卡麥可的腐敗證據。六號對卡麥可產生質疑而放棄隨米蘭達撤離曼谷，私下將隨身碟寄給新銳計畫的前主管瑪格麗特·卡希爾，導致未能收回物品的卡麥可感到著急。六號尋求費茲羅伊的協助，私下隨對方人馬撤離。
卡麥可僱傭了傭兵洛伊德·漢森來追殺六號取回隨身碟，後者曾是CIA探員，因反社會傾向而被驅逐出機構。漢森為此綁架了費茲羅伊的侄女克萊兒，迫使費茲羅伊的撤離小組謀殺六號。在運輸機上，六號殺光了撤離小組並跳機逃脫。沮喪的卡麥可派下屬蘇珊娜·布魯爾監督漢森，防止他失控。漢森將費茲羅伊和克萊兒關在克羅地亞的一座古堡豪宅中，並透過高額懸賞來吸引世上頂尖刺客及傭兵來共同追殺六號。六號前往維也納買取新身份，但協助偽造身份的拉茲洛·索薩為了賞金出賣了他，將六號關在地下井中；漢森及團隊前來時，六號逃脫，但米蘭達現身制伏漢森並帶走六號。米蘭達在曼谷任務後名聲一落千丈，被卡麥可下令停職，因此試圖要六號為自己辯護，澄清自己與六號無瓜葛。
六號說服她開車去布拉格見卡希爾；從卡希爾的解密結果得知，卡麥可私下透過一名神秘人的影子政府幫助，進行各種腐敗、甚至恐怖活動，更將CIA當成自己的行刑隊。漢森派出幾支刺客小隊前往卡希爾的家，導致身患絕症的卡希爾犧牲自己，讓六號和米蘭達逃脫房子。六號和米蘭達隨後在街頭與敵人發生激烈交火，直到夜裡兩人躲進醫院避難，透過克萊兒的心律調節器所發出無線訊號追蹤到克萊兒的位置；但坦米爾傭兵「孤狼」搶走了他們的隨身碟並成功帶給了漢森手上。
米蘭達分散敵人的注意力，令六號潛入克羅地亞的豪宅並營救了費茲羅伊和克萊兒；費茲羅伊在逃亡途中身受致命傷而犧牲自己引爆手榴彈，但沒能殺死漢森。孤狼透過搏鬥擊敗了米蘭達，但無法接受漢森企圖殺了還是小孩的克萊兒而對他感到厭惡，決定將隨身碟還給米蘭達。漢森將克萊兒扣為人質，並將她拖入樹籬迷宮。漢森與六號對峙，放走了克萊兒，與對方展開交戰。但在六號殺死他之前，漢森遭布魯爾槍殺，布魯爾告訴六號，計劃將卡麥可的行動推給死去的漢森身上，讓她和卡麥可繼續保留聲譽。此外，布魯爾保證克萊兒的安全，前提是六號繼續為CIA工作。六號和米蘭達被迫合作掩蓋事實，卡麥可也銷毀了隨身碟，沒人被追究責任。但六號逃脫了拘留，並襲擊安全屋救出克萊兒，兩人順利逃脫。卡麥可和布魯爾則對六號如何逃脫而目瞪口呆。

## 演員
- 雷恩·葛斯林飾演寇特蘭·「寇特」·詹特利／「新銳六號」（Courtland "Court" Gentry "Sierra Six"）：「灰影人」殺手與前中央情報局探員。
  - 卡麥隆·克羅維蒂飾演青少年時期的六號
- 克里斯·伊凡飾演洛伊德·漢森（Lloyd Hansen）：精神病態的前中央情報局探員。
- 安娜·德哈瑪斯飾演達妮·米蘭達（Dani Miranda）：與六號結盟的中央情報局探員。
- 潔西卡·漢維克飾演蘇珊娜·布魯爾（Suzanne Brewer）
- 茱莉亞·巴特斯飾演克萊兒·費茲羅伊（Claire Fitzroy）
- 雷吉-讓·佩吉飾演丹尼·卡麥可（Denny Carmichael）
- 華格納·穆拉飾演拉茲洛·索薩（Laszlo Sosa）
- 丹努什飾演阿維克·桑／「孤狼」（Avik San "Lone Wolf"）
- 比利·鮑伯·松頓飾演唐納·費茲羅伊（Donald Fitzroy）
- 艾佛烈·伍達飾演瑪格麗特·卡希爾（Margaret Cahill）
- 凱藍·莫維飾演「新銳四號」（"Sierra Four"）
- 道比·歐帕瑞飾演杜林（Dulin）
- 羅伯特·卡辛斯基飾演派里尼（Perini）
- 謝伊·惠格姆飾演六號之父
- 艾密·伊庫瓦克（英语：Eme Ikwuakor）飾演巴恩斯（Barnes）

## 製作
該計劃最初於2011年1月成立，由詹姆士·葛雷執導，亞當·科扎德編劇，並由攝政娛樂發行。8月，宣佈布萊德·彼特擔任主演角色。2015年10月，彼特和葛雷不再參與本片的製作。該片改由安東尼·羅素與喬·羅素編劇，索尼影視娛樂發行，而莎莉·賽隆為出演性轉版本的《灰影人》進入洽談。2020年7月，宣佈雷恩·葛斯林和克里斯·伊凡加入演員陣容。該片由羅素兄弟執導，喬·羅素、克里斯多佛·馬庫斯和史蒂芬·麥費利編劇，並計劃發展成系列作，由Netflix發行。據報導該片製作預算高達2億美元，使其成為Netflix史上最高製作費的電影。12月，安娜·德哈瑪斯、潔西卡·漢維克、華格納·穆拉、丹努什和茱莉亞·巴特斯加入演員陣容。2021年3月，雷吉-讓·佩吉、比利·鮑伯·松頓、艾佛烈·伍達、艾密·伊庫瓦克和史考特·荷茲加入演員陣容。

### 拍攝
拍攝原定2021年1月18日在長堤開始進行，但因部分工作人員對2019冠狀病毒病檢測呈陽性而被推遲至3月16日開始進行。製作於春季在歐洲進行拍攝，地點包括布拉格和捷克。

## 發行
《灰影人》2022年7月15日在美國有限上映，2022年7月22日在Netflix全球上線。

## 迴響
《灰影人》在觀眾及影評界評價褒貶不一。評論匯總網站爛番茄根據197條評論，本片獲得48%的新鮮度，均分5.6／10；共識評論：「《灰影人》具備趣味動作驚悚片該有的眾星雲集排場，但卻塞滿著其他更好電影玩剩的花樣。」在Metacritic網站上根據55條評論，本片獲得49分，屬「好壞兩極分化」。

## 後續

### 續集
本片在Netflix上受到觀眾歡迎後，續集開發消息很快宣布，雷恩·葛斯林回歸飾演新銳六號，羅素兄弟繼續擔任導演。他們還與喬·羅斯、傑夫·基爾斯鮑姆及麥克·拉羅卡合作製片。史蒂芬·麥費利繼續編寫續集劇本。羅素分享了他們對《灰影人》的成功並將其變成擴展宇宙的興奮：「本片的世界已經成形，當中有這麼多令人驚嘆的角色，我們一直希望《灰影人》成為擴展宇宙的一片拼圖，很高興Netflix宣布續集並與雷恩繼續合作，以及很快開始探討的第二集劇本。觀眾對《灰影人》的反響直呼驚人，我們非常感謝粉絲們的熱情。」Netflix原創電影負責人表示：「羅素憑藉《灰影人》帶來了世界各地觀眾都喜愛的座無虛席奇景，他們正在構建《灰影人》宇宙，我們很高興能繼續與兩人和AGBO的團隊合作。」

### 衍生作
探討《灰影人》宇宙不同元素的衍生電影與續集消息同步正式宣布，劇本由保羅·韋尼克和雷特·瑞斯執筆。

## 外部連結
- 互联网电影数据库（IMDb）上《灰影人》的资料（英文）
- Box Office Mojo上《灰影人》的資料（英文）
- AllMovie上《灰影人》的资料（英文）
- 開眼電影網上《灰影人》的資料（繁體中文）
- 时光网上《灰影人》的資料（简体中文）
- 豆瓣电影上《灰影人》的資料 （简体中文）